# Vysoká Srbská
Pour les articles homonymes, voir Vysoká.
Vysoká Srbská (en allemand : Hochsichel) est une commune du district de Náchod, dans la région de Hradec Králové, en Tchéquie. Sa population s'élevait à 296 habitants en 2022.

## Géographie
Vysoká Srbská se trouve à 4 km à l'est-nord-est de Hronov, à 10 km au nord-nord-est de Náchod, à 43 km au nord-est de Hradec Králové et à 136 km à l'est-nord-est de Prague.
La commune est limitée par Velké Petrovice et Bezděkov nad Metují au nord, par Machov au nord-ouest, par la Pologne au sud-est, par Žďárky au sud, et par Hronov à l'ouest.

## Histoire
La première mention écrite de la localité date de 1406.

## Administration
La commune se compose de trois sections :
- Vysoká Srbská
- Závrchy
- Zlíčko

## Transports
Par la route, Vysoká Srbská se trouve à 13 km de Náchod, à 53 km de Hradec Králové et à 172 km de Prague.